# Classe St. Vincent (nave da battaglia)
La classe St Vincent fu un gruppo di tre navi da battaglia dreadnought costruite dalla Royal Navy nel primo decennio del XX secolo. Le tre navi gemelle, St Vincent, Vanguard e Collingwood, passarono l'intera carriera operativa assegnate alla Home e Grand Fleet. A parte della partecipazione alla battaglia dello Jutland nel maggio 1916 e all'inconclusiva azione del 19 agosto seguente, il loro servizio durante la prima guerra mondiale consistette generalmente in pattugliamenti di routine e addestramento nel Mare del Nord. La Vanguard fu distrutta nel 1917 dall'esplosione di un deposito munizioni con una perdita quasi totale dell'equipaggio. Le due navi rimaste furono dichiarate obsolete alla fine della guerra nel 1918 e passarono gli ultimi anni come riserva o nave scuola prima di essere vendute per essere demolite nei primi anni venti.

## Storia e progetto
La bozza del piano di costruzione dell'Ammiragliato per il 1905 prevedeva la costruzione di quattro unità maggiori nel programma navale 1907-1908, ma il nuovo governo liberale tagliò una di queste nel 1906 e pospose la costruzione di un'altra unità al programma navale 1908-1909, aspettando l'esito della seconda conferenza dell'Aia. Il fallimento in un accordo di qualsiasi sorta coi tedeschi sul controllo dell'armamento navale portò il governo inglese a chiedere nuovamente la quarta nave. L'ammiragliato attese fino al 12 giugno 1907 per decidere di costruire una delle unità come incrociatore da battaglia, oppure una squadra omogenea di quattro navi da battaglia. Tre di queste formarono la classe St Vincent, mentre la nave da battaglia, costruita nel programma navale 1908–1909, fu varata come HMS Neptune.

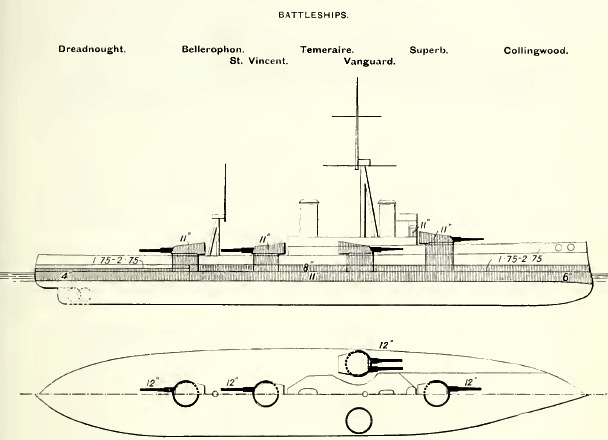
Vista laterale e pianta della prima generazione di corazzate dreadnought della Royal Navy

Il progetto della classe St. Vincent fu derivato da quello della classe Bellerophon, con un piccolo aumento di lunghezza, corazzatura e un armamento più potente. Le navi avevano una lunghezza fuori tutto di 163,4 m, un baglio massimo di 25,7 m e un'immersione di 8,5 m. Dislocavano 20 000 t con carico normale e 23 200 t a pieno carico. In comparazione con la classe Bellerophon il dislocamento fu aumentato di 660 t, la lunghezza di 3 m e il baglio di 46 cm. Gli equipaggi consistevano in 755 circa tra ufficiali e marinai al completamento e 835 in tempo di guerra.
La classe St. Vincent era propulsa da due set di turbine a vapore Parsons, ognuno posto in una sala macchine separata. Gli alberi motore più esterni erano accoppiati con le turbine ad alta pressione collegate con le turbine a bassa pressione che movimentavano i due alberi più interni. Ogni albero aveva, inoltre, una turbina da crociera separata. Le turbine utilizzavano il vapore di 18 caldaie a tubi d'acqua Babcock & Wilcox a carbone che lavoravano ad una pressione di 1 620 kPa. Le turbine sviluppavano una potenza di progetto 18 300 kW per una velocità massima di 21 nodi. Durante le prove in mare le navi superarono di poco la velocità e potenza di progetto, raggiungendo al massimo 21,7 nodi a 20 975 kW. Trasportavano 2 743 t di carbone e 864 t di olio combustibile da spruzzare sul carbone per migliorarne la combustione. Questo dava loro un'autonomia di 6 miglia nautiche alla velocità di crociera di 10 nodi.

### Armamento
La classe St. Vincent fu la prima ad essere equipaggiata con i nuovi cannoni 305/50 Mk XI, 5 calibri più lunghi e con una velocità iniziale del proiettile di 23 m/s più elevata rispetto ai precedenti cannoni Mark X. La velocità alla volata maggiore dava ai Mk XI una gittata maggiore e una maggiore distanza a cui poteva penetrare una corazza da 305 mm, da 7 000 m a 8 500 m usando lo stesso proiettile. La velocità più elevata riduceva però la vita del cannone a causa della maggiore usura.

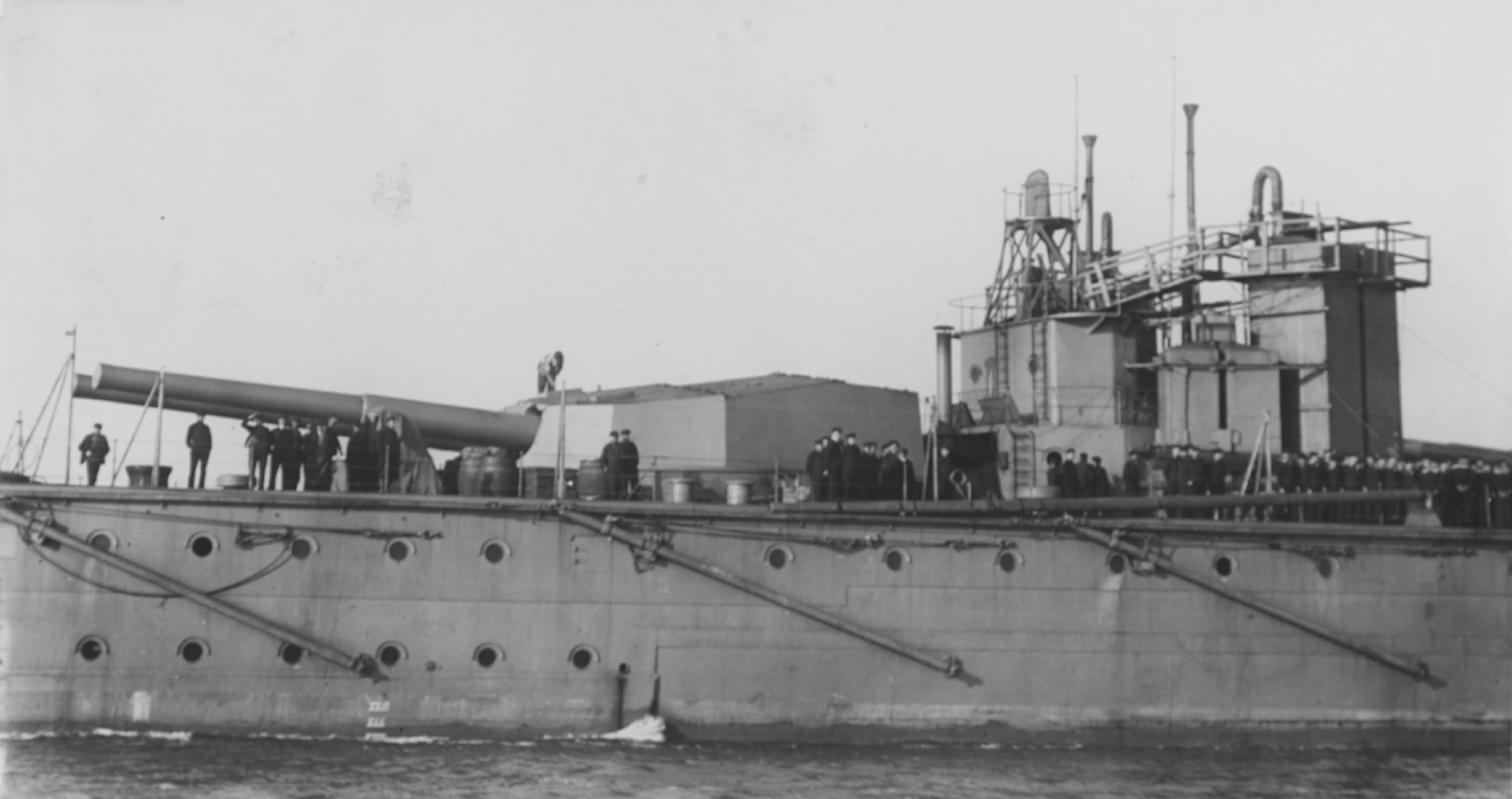
Vista del lato di dritta della poppa della Vanguard, si può notare la torretta poppiera da 305 mm e i bracci per tendere la rete antisiluro, 1914 circa

Le St. Vincent erano equipaggiate con dieci cannoni Mk XI da 305 mm in cinque torrette binate, tre sull'asse di simmetria e le altre due sui fianchi. Le torrette sull'asse erano designate 'A', 'X' e 'Y', da prua a poppa, e le torrette di sinistra e dritta erano rispettivamente la 'P' e la 'Q'. I cannoni avevano un alzo massimo di +20° che gli consentiva una gittata di 19 400 m. Lanciavano proietti da 386 kg ad una velocità alla volata di 861 m/s al ritmo di due bordate al minuto. Le navi trasportavano tra gli 80 e i 100 proiettili per pezzo.
L'armamento secondario, pensato contro le torpediniere, consisteva in 20 cannoni Mk VII da 102 mm. Questi cannoni erano installati a coppie sul tetto delle torrette 'A', 'P', 'Q' e 'Y' su affusti non scudati. I rimanenti 12 erano posizionati sulla sovrastruttura in affusti singoli. Questi cannoni avevano un alzo massimo di +15° che gli forniva una gittata di 10 400 m lanciando proietti da 14,1 kg a 860 m/s. Ogni pezzo era provvisto di 150 proiettili, 200 in tempo di guerra. Le navi avevano anche tre tubi lanciasiluri sommersi da 450 mm, uno su ogni fiancata più uno a poppa, con nove siluri. Per l'utilizzo cerimoniale erano imbarcati quattro cannoni a salve da 47 mm.

### Controllo di tiro
Il controllo delle batterie principali era installato in due coffe corazzate poste in cima ai due alberi tripodi da dove i dati sulla distanza dei bersagli forniti dai telemetri a coincidenza, da 2,7 m di base, della Barr and Stroud e i rilevamenti della velocità e rotta venivano trasmessi alle due sale controllo tiro, poste ai piedi di ogni tripode sotto il ponte di battaglia, dove venivano inseriti in un computer analogico, il Dumaresq, che era connesso con l'integratore di gittata meccanico Vickers range clock. La velocità e direzione del vento veniva trasmessa alla sala controllo attraverso tubolature acustiche o telefono. L'integratore di gittata forniva le variazioni di gittata nel tempo del bersaglio in movimento relativo. Le variazioni venivano riportate in una mappa per tenere traccia dei movimenti del nemico e delle soluzioni di tiro adottate. In caso di danneggiamento o interruzione delle comunicazioni, due torrette in ogni nave,(la 'A' e la 'Y' sulla St Vincent) erano dotate di propri strumenti di tiro per fare fuoco autonomamente.
Nel 1910-1911, sulla Vanguard, i cannoni ausiliari posti sul tetto della torretta di prua furono rimossi per installare un telemetro da 2,7 m. Un anno dopo fu rimosso, quando furono rimossi i cannoni ausiliari sui tetti delle torrette di prua dalle altre pariclasse. Verso la fine del 1914, vennero rimossi i restanti cannoni ausiliari posti sui tetti delle torrette ed al loro posto vennero installati dei telemetri da 2,7 m protetti da una copertura corazzata.
La tecnologia del controllo del tiro avanzò rapidamente nel periodo successivo al varo della classe St Vincent, soprattutto con l'introduzione dell'apparecchio di punteria generale che permetteva di controllare il tiro di tutte le torrette da un'unica postazione, trasmettendo i dati di tiro e il comando di fuoco tramite controlli ed quadranti elettromeccanici, che venivano seguiti dall'equipaggio della torretta. L'ufficiale di tiro poteva fare fuoco con tutti i cannoni simultaneamente, permettendo una migliore osservazione degli spruzzi e minimizzando l'effetto del rollio della nave. La St Vincent venne equipaggiata con un apparecchio di punteria generale entro il dicembre del 1915 e le altre per il maggio del 1916. All'inizio del 1916 le navi della classe furono fornite di una Dreyer Table Mark I nella sala controllo tiro che combinava il Dumaresq e il Vickers range clock con una meccanismo che tracciava automaticamente i valori della gittata ed altri dati su carta.

### Corazzatura
La classe St. Vincent aveva una cintura corazzata al galleggiamento di corazza cementata Krupp da 254 mm tra le barbette di prua e poppa che si assottigliava a 51 mm a prua e a poppa fino alle estremità. Sopra la cintura c'era un corso di fasciame corazzato da 203 mm. Paratie trasversali da 127 a 203 mm chiudevano la parte più spessa della cintura corazzata.
Le tre barbette centrali erano protette da una corazzatura di 229 mm sul ponte principale che si assottigliava fino a 127 mm sotto di esso. Le barbette laterali erano simili, solo che avevano una corazza di 254 mm sul ponte. Le torrette avevano le superfici laterali di 279 mm e coperture da 76 mm. I tre ponti corazzati variavano in spessore tra 19 e 76 mm. I lati della torre di comando erano protetti da lastre da 279 mm, anche se il lato posteriore ed il tetto portavano rispettivamente lastre da 203 e 76 mm. Furono le prime navi britanniche ad installare paratie anti-siluro, spesse da 19 a 76 mm, che dividevano lo scafo tra le stive di prua e poppa. Vicino ai locali caldaie i compartimenti tra di esse erano utilizzati come stive per il carbone.

### Modifiche
I cannoni sulla torretta prodiera furono rimpiazzati, sulla Vanguard, nel 1910-1911 da un telemetro, successivamente, 1911–1912, sulle altre navi. Due anni dopo, furono montati gli scudi su quasi tutti gli affusti della sovrastruttura e la struttura del ponte fu allargata alla base dell'albero tripode di prua. Durante il primo anno di guerra la base della sovrastruttura prodiera fu ricostruita per ospitare otto cannoni da 102 mm e quelli sulle torrette furono rimossi, portandone il numero totale a 14. Due cannoni da 76 mm contraerei furono aggiunti. Il ponte fu rinforzato con 51 t di corazzatura dopo la battaglia dello Jutland nel maggio 1916. Nell'aprile 1917 le tre navi montavano 13 cannoni da 102 mm più due cannoni singoli da 102 e 76 mm contraerei. Il tubo lanciasiluri di poppa fu rimosso nel 1917-1918 e la St Vincent fu equipaggiata per operare palloni aerostatici. Nel 1918 fu montato un telemetro per bersagli aerei sopra la coffa d'avvistamento delle navi sopravvissute e catapulte furono installate sulla copertura delle torrette prodiera e poppiera della Collingwood.

## Navi
| Nave        | Costruttore                          | Prezzo (incluso armamento) | Impostazione     | Varo              | Consegna       |
| ----------- | ------------------------------------ | -------------------------- | ---------------- | ----------------- | -------------- |
| St Vincent  | HM Dockyard, Portsmouth              | 1 721 970 £ o 1 754 615 £  | 30 dicembre 1907 | 10 settembre 1908 | 3 maggio 1910  |
| Collingwood | HM Dockyard, Devonport               | 1 680 888 £ o 1 731 640 £  | 3 febbraio 1908  | 7 novembre 1908   | 19 aprile 1910 |
| Vanguard    | Vickers Armstrong, Barrow-in-Furness | 1 464 030 £ o 1 607 780 £  | 2 aprile 1908    | 22 febbraio 1909  | 1 marzo 1910   |